# 윌리 홀

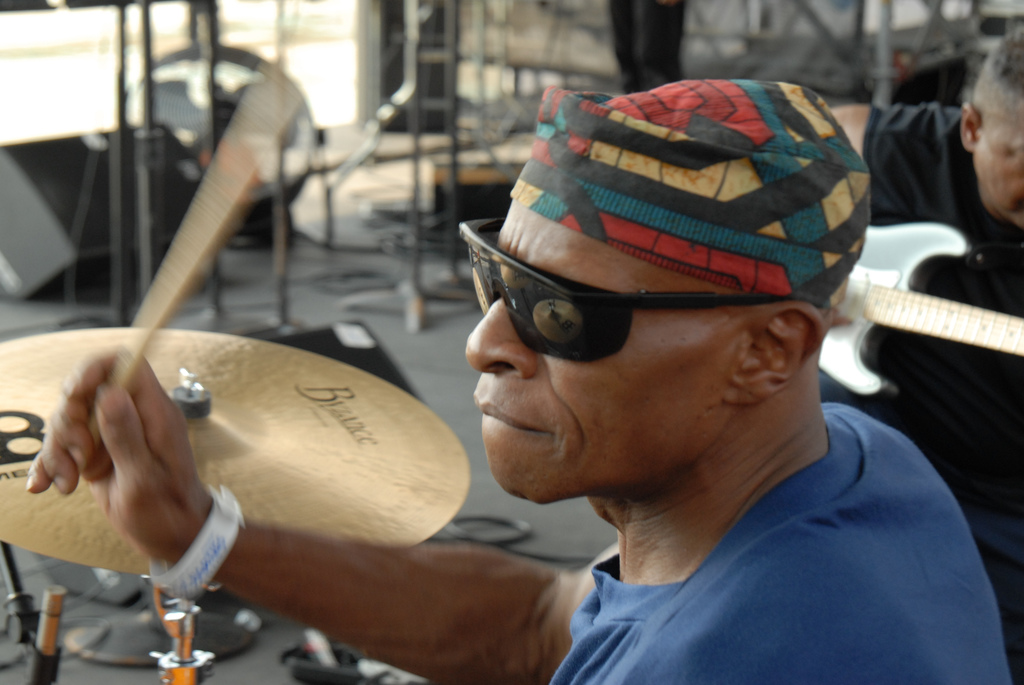

윌리 홀(Willie Hall, 1950년 8월 8일 ~ )은 미국의 드럼 연주자, 배우, 음악가, 음악 프로듀서, 작곡가이다.
멤피스에서 태어났다.

## 영화
- 소울 맨 (2008년) - 본인 역
- 사무엘잭슨의블랙스네이크 (2007년)
- 블루스 브라더스 2000 (1998년)
- 블루스 브라더스 (1980년)